# Absolon Stumme

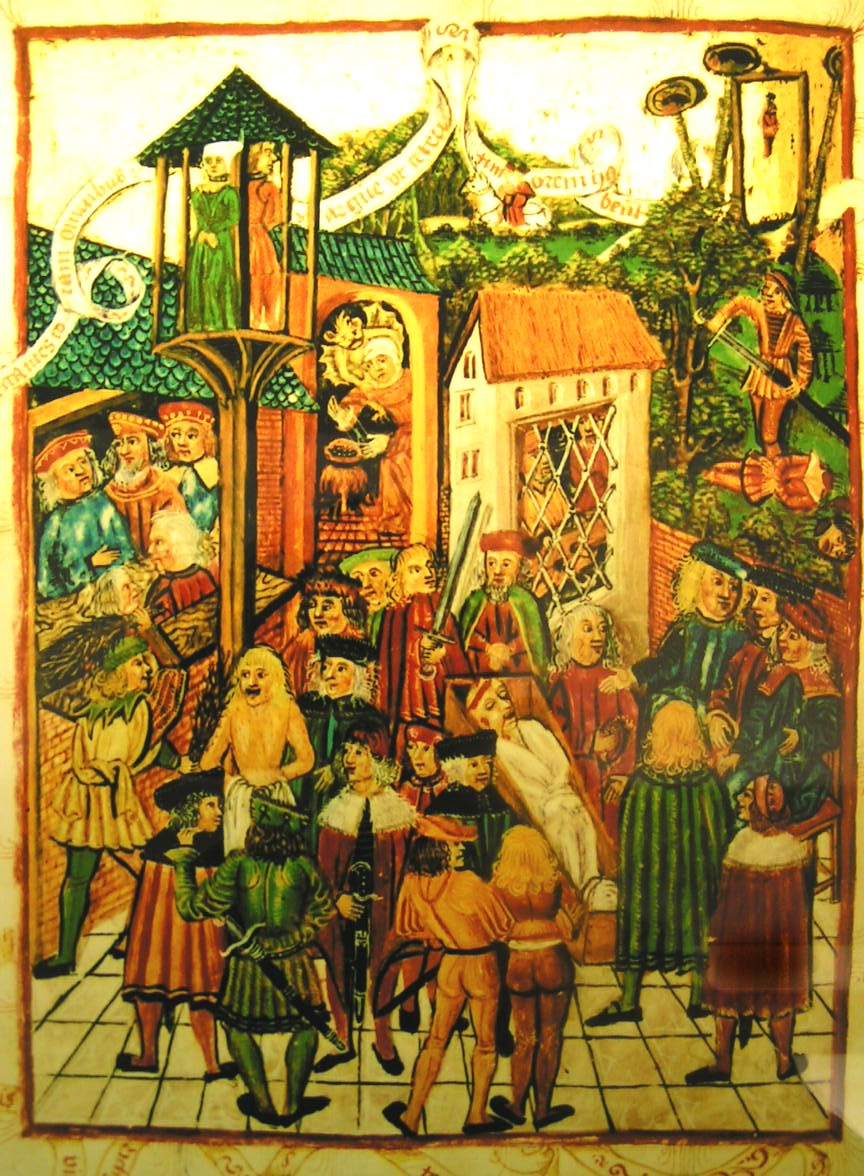
Hamburger Stadtrecht

Absolon Stumme († 1510) foi um pintor gótico alemão. Em 1499 ele criou o altar da Catedral de Hamburgo, sua principal obra, pela qual ficou mundialmente conhecido. Absolon não concluiu o trabalho pois faleceu; quem finalizou a obra foi Dedeke. O altar foi retirado da Catedral em 1809 e guardado pelo pintor alemão romântico Philipp Otto Runge. Posteriormente, a peça foi redescoberta na Polônia. Em 1834, o altar foi encontrado serrado em pedaços, e por isso teve um processo de restauração.

## Obras
Algumas das principais obras de Absolon Stumme são:
- Ascensão de Elijah, no St. Annen-Museum;
- A Árvore de Jesse;
- Lamentação, no St. Annen-Museum;
- Apresentação no templo.[1]